# (8424) Toshitsumita
(8424) Toshitsumita (1997 CP) – planetoida z pasa głównego asteroid okrążająca Słońce w ciągu 3,72 lat w średniej odległości 2,4 au. Odkryta 1 lutego 1997 roku.